# آمبوهیمانگا
آمبوهیمانگا یک تپه و استحکام سلطنتی سنتی (رووا) در ماداگاسکار است، تقریباً در ۲۴ کیلومتر (۱۵ مایل) شمال شرقی پایتخت آنتاناناریو قرار دارد. تپه و رووا که در بالای آن قرار دارد، مهمترین نماد هویت فرهنگی مردم مرینا و مهمترین و بهترین حفظ بنای تاریخی پادشاهی پیش از استعمار مرینا محسوب می‌شوند. این دهکده دارای دیوارهای مسکونی شامل اقامتگاه‌ها و اماکن دفن چندین پادشاه کلیدی است. این سایت، یکی از دوازده تپه مقدس ایمرینا، با احساسات شدید هویت ملی در ارتباط است و شخصیت معنوی و مقدس خود را هم در تمرین آیینی و هم برای تخیل مردمی حداقل برای چهارصد سال حفظ کرده‌است. این مکان عبادتگاهی است که زائران از ماداگاسکار و جاهای دیگر به آنجا می‌آیند.

## ریشه‌شناسی
نام Ambohimanga یک ترکیب صفت اسمی در زبان استاندارد مالگاایی است که از دو بخش ambohi به معنی «تپه» و مانگا تشکیل شده‌است که می‌تواند به معنای «مقدس»، «آبی»، «زیبا» یا «خوب» باشد.  اولین نام شناخته شده برای تپه Tsimadilo بود. در حدود سال ۱۷۰۰ توسط یک شاهزاده خلع شده به نام آندریامبورونا که به گفته تاریخ شفاهی اولین کسی بود که به همراه خانواده خود در قله کوه مستقر شد، به Ambohitrakanga تغییر نام داد. تپه در اوایل قرن ۱۸ میلادی نام فعلی خود را از پادشاه آندریاماسیناوالونا گرفت. 